# Krabbé Staat op Straat
Krabbé Staat op Straat was een Nederlands televisieprogramma dat werd uitgezonden op RTL 4. In dit televisieprogramma ging Martijn Krabbé elke week een van de gezelligste straten van Nederland opzoeken. Krabbé staat elke week bij die straat en heeft een vrachtwagen vol met nieuwe meubels. Samen met de designers Rudi & Pascal worden er drie huishoudens uitgekozen en die worden voorzien van een nieuw interieur.